# Lórien
Lórien, pravým jménem Irmo, je jedním z Valar ve fiktivním světě J. R. R. Tolkiena. Jedná se o vládce snů a vidění, který sesílá spícím nové myšlenky a zná také všechny touhy a naděje Ilúvatarových dětí. Lórien je také název jeho říše, která je nejkrásnějším sídlem v celé Ardě.

## Jméno
Lórienovo skutečné jméno Irmo znamená Toužící nebo také Pán touhy. Častěji užívané jméno Lórien dostal Vala po amanské zemi, v níž se rozkládaly jeho zahrady.

## Role v příběhu
Lórien byl jedním z Valar, Mocných Ardy. Jemu a jeho staršímu bratru Námovi, známému spíše pod jménem Mandos, se říkalo Fëanturi čili Páni duchů. Jeho manželkou byla léčitelka Estë a sestrou lkavá Nienna.
Lórienovo sídlo Zahrady Lórienu plné klidu bylo vyhledávaným místem odpočinku pro elfy, Valar i ostatní duchy. Mezi jeho lid patřil například Olórin, známý ve Středozemi jako Gandalf. V jeho zahradách před svým odchodem do Středozemě dlouho pobývala také Maia Melian, jež pečovala o Irmovy stromy.
Do Lórienových zahrad odešla po porodu zpočinout také Finwëho manželka Míriel. Narození Fëanora ji však natolik vysílilo, že v lórienských zahradách zemřela. Estëiny dívky nadále pečovali o její neuvadající tělo a Finwë ji ve svém zármutku chodil ještě dlouho navštěvovat.
Po zkáze Dvou valinorských stromů a stvoření Slunce s Měsícem to byl právě Lórien, kdo přesvědčil Vardu, aby ponechala světu dobu polosvětla a stínu při střídání slunečního a měsíčního svitu.